# Fred Camacho
Frederico Fagundes Fernandes Camacho (Rio de Janeiro, 9 de setembro de 1977) é um cantor, compositor e instrumentista brasileiro.
Tijucano e salgueirense, da zona norte do Rio de Janeiro, Fred Camacho é cantor, compositor e músico, e, carrega aprendizado e batismo vermelho e branco da família tradicional Serra. Com Mestre Louro aprendeu os caminhos da bateria furiosa e acordes de cavaquinho, mas foi com Almir Guinéto que ele aprendeu as malandragens e paletadas do banjo, instrumento no qual Fred é referência.
Aos vinte anos ingressou na banda de Beth Carvalho onde permaneceu por cinco anos, fez parte do grupo Toque de Prima em sua última formação. Foi integrante da banda do Martinho da Vila. Dudu Nobre e Xande de Pilares.
Fred Camacho é amigo e parceiro do músico, cantor e compositor Arlindo Cruz: com ele, viajou o Brasil fazendo parte de sua banda, compôs mais de vinte sambas, entre eles o sucesso “O QUE É O AMOR” em parceria com Maurição - um verdadeiro hit na voz da cantora Maria Rita. Há 5 anos, Fred Camacho faz parte da banda da cantora.
Com vasto acervo de músicas gravadas, Fred Camacho tem em seu currículo diversos artistas do samba e da música popular brasileira: Alcione, Ivete Sangalo, Maria Rita, Zeca Pagodinho, Diogo Nogueira, Martnália, Dudu Nobre, Xande de Pilares, Fundo de Quintal e outros grandes nomes.
Em 2012, lançou o seu primeiro álbum “Fred Camacho”, todo autoral, sob os arranjos de Rildo Hora e Jota Moraes, produzido pelo maestro Ivan Paulo. O trabalho conta com as participações de Zeca Pagodinho, Dudu Nobre e Arlindo Cruz.
Atualmente é pertencente a ala fértil de compositores e é tetracampeão de samba-enredo do Acadêmicos do Salgueiro, com diversos prêmios, entre eles, o “Tamborim de Ouro“ por dois anos seguidos.
Hoje Fred Camacho se prepara para lançar seu segundo álbum, com a produção de Pretinho da Serrinha, com toda malandragem de um sambista nato que ama o que faz.

## Discografia
- Fred Camacho (2012) (Bolacha Records)
- É Hora - feat Xande de Pilares (2020) (YahYah Music)
- Lente de Contato - feat Zeca Pagodinho (2021) (YahYah Music)
- Fale Quem Quiser - feat Maria Rita (2021) (YahYah Music)
- No Toque do Alabê (2021) (YahYah Music)

## Composições

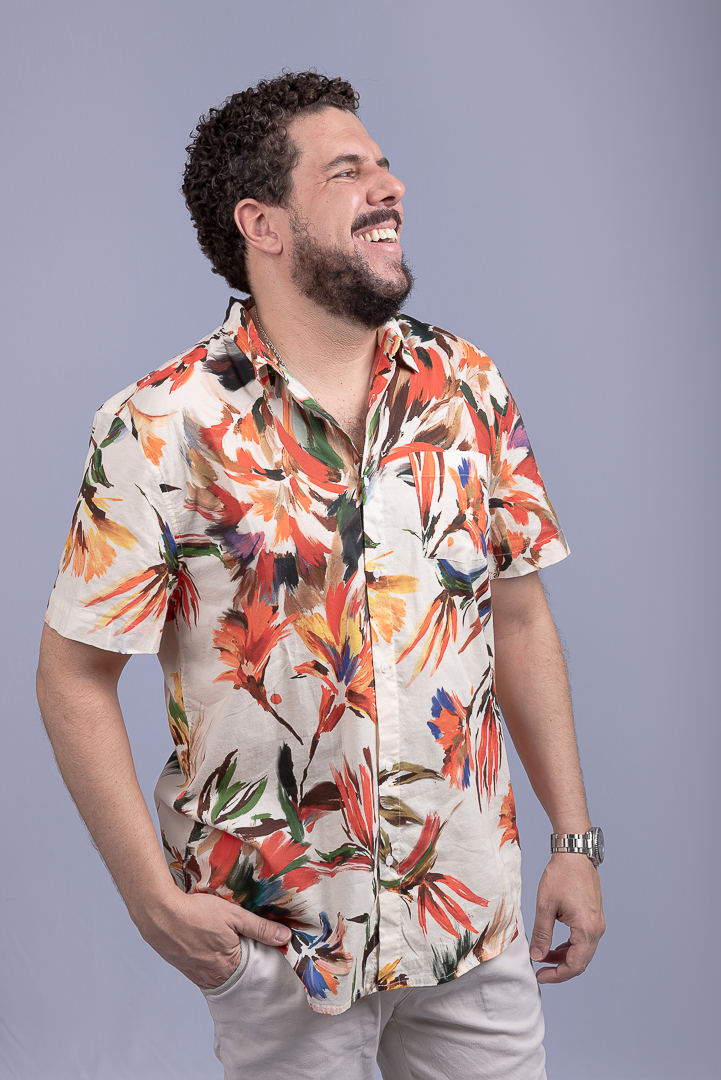
Fred Camacho

- A Brisa Leva (Fred Camacho/Jorge Agrião)
- A Divina Comédia do Carnaval (Marcelo Motta/ Fred Camacho/ Guinga do Salgueiro/ Getúlio Coelho/ Ricardo Neves/ Francisco Aquino)
- A Força do Teu Olhar (Fred Camacho/ Cassiano Andrade)
- A Mangueira Mora em Mim (Almir Guinéto/ Fred Camacho/ Arlindo Cruz)
- A Ópera dos Malandros (Marcelo Motta/ Fred Camacho/ Guinga do Salgueiro/ Getúlio Coelho/ Ricardo Neves/ Francisco Aquino)
- A Sós (Fred Camacho/ Cassiano Andrade)
- A Sua Vez (Fred Camacho/ Luiz Fernando Mattos)
- Alegria Que Não Tem Mais Fim (Fred Camacho/ Marcelinho Moreira/ Cassiano Andrade)
- Alto Conceito (Fred Camacho/ Leandro Fab)
- Amor Quase Perfeito (Fred Camacho/ Leandro Fab/ Pretinho da Serrinha)
- Angra Com Reis (Dudu Nobre/ Fred Camacho/ Da Silva/ Robson Moratelli/ Cláudio Malheiros/ Fábio dos Santos/  Paulo Henrique/ Luiz Henrique)
- Arrastão da Alegria (Rogê/ Fred Camacho/ Marcelinho Moreira)
- Até Clarear (Fred Camacho/ Leandro Fab)
- Atemporal (Fred Camacho/ Cassiano Andrade)
- Atravessado (Moacyr Luz/ Fred Camacho/ Pretinho da Serrinha)
- Áurea (Cassiano Andrade/ Fred Camacho
- Batuqueiro (Fred Camacho/ Marcelinho Moreira/ Arlindo Cruz)
- Bem Que o Mais Velho Falou (Fred Camacho/ Leandro Fab)
- Brilho do Seu Olhar (Rogê/ Marcelinho Moreira/ Fred Camacho)
- Cantando Eu Aprendi (Fred Camacho/ Arlindo Cruz/ Maurição)
- Cara a Cara (Tom Rezende/ Fred Camacho/ Alexandre na Atividade)
- Ce Pó Pará (Fred Camacho/ Alceu Maia/ Ana Costa)
- Chama de Saudade (Fred Camacho/ Marcelinho Moreira/ Davi Moraes)
- Coragem (Fred Camacho/ Leandro Fab/ Diogo Nogueira)
- Cutuca (Davi Moraes/ Marcelinho Moreira/ Fred Camacho)
- De Flor em Flor (Fred Camacho/ Leandro Fab/ Diogo Nogueira)
- Deixa o Amor Resolver Por Nós (Fred Camacho/ João Martins)
- Desperdício (Carlos Caetano/ Fred Camacho/ Leandro Fab)
- Deus Perdoa (Fred Camacho/ Adalto Magalha/ Marcelinho Moreira)
- Difícil de Aturar (Max Viana/ Fred Camacho/ Arlindo Cruz)
- Dona do Meu Sorriso (Fred Camacho/ Fadico/ Marcelinho Moreira)
- Goleador (Fred Camacho)
- Gostei do Laialaiá (Fred Camacho/ Moacyr Luz/ Pretinho da Serrinha)
- Herança da Matriz (Fred Camacho/ Kariny Hass)
- Hoje Só Nós Dois (Fred Camacho/ Cassiano Andrade/ Marcelinho Moreira)
- Homem de Lata (Fred Camacho/ Thiago Thomé/ Cassiano Andrade/ Rick Oliveira)
- Incandescente (Cassiano Andrade/ Fred Camacho)
- Lá Vou Eu De Novo (Almir Guinéto/ Fred Camacho/ Arlindo Cruz)
- Lembranças (Fred Camacho/ Tico do Gato/ Fabrício Oliveira)
- Maior Terapia (Leandro Fab/ Fred Camacho/ Diogo Nogueira)
- Malandro Freelancer (Marcos Diniz/ Fred Camacho/ Marcelinho Moreira)
- Malandro Mandingueiro (Luiz Antônio Simas/ Fred Camacho)
- Menina Luz (Rodrigo Carvalho/ Fred Camacho)
- Meu Partido (André Rocha/ Fred Camacho/ Márcio Vanderlei)
- Meu Samba Sim Senhor (Fred Camacho/ Leandro Fab/ Marcelinho Moreira)
- Minhas Preces (Almir Guinéto/ Fred Camacho/ Luiz Carlos da Vila)
- Morena (Dudu Nobre/ Fred Camacho/ Diego Nicolau)
- Motivo Banal (Fred Camacho/ Arlindo Cruz)
- Na Botique (Leandro Fab/ Fred Camacho/ Diogo Nogueira)
- Na Fé do Senhor (Fred Camacho/ Marcelinho Moreira)
- Não Tem Defeito (Fred Camacho/ Marcelinho Moreira/ Nando Cunha)
- Não Tô Nessa (Leandro Fab/ Fred Camacho/ Pretinho da Serrinha)
- Nasci Pra Cantar e Sambar (Fred Camacho/ Marcelinho Moreira/ Mário Sérgio)
- Nem Chá, Nem Café (Fred Camacho/ Marcelinho Moreira/ Cassiano)
- Nem Tanto a Terra, Nem Tanto ao Mar (Fred Camacho/ Arlindo Cruz/ Maurição)
- No Encanto da Paixão (Fred Camacho/ Fabrício Fontes)
- No Toque do Alabê (Fred Camacho/ Leandro Fab)
- Nos Passos da Emoção (Moraes Moreira/ Davi Moraes/ Fred Camacho/ Marcelinho Moreira)
- Nosso Enredo (Fred Camacho/ Cassiano Andrade)
- O Amor Não Se Move (Fred Camacho/ Cassiano Andrade)
- O Amor Tem Seu Lugar (Xande de Pilares/ Fred Camacho/ Leandro Fab)
- O Canto dos Orixás (Almir Guinéto/ Adalto Magalha/ Fred Camacho)
- O Famoso Quem (Xande de Pilares/ Leandro Fab/ Pretinho da Serrinha/ Fred Camacho)
- O Melhor Que Aconteceu (Cassiano Andrade/ Rick Oliveira/ Thiago Thomé/ Fred Camacho)
- O Meu Pranto Não Cessava (Almir Guinéto/ Fred Camacho/ Arlindo Cruz)
- O Nosso Amor Mareou (Fred Camacho/ Marcelo Pizzotti/ Márcio Vanderlei/ Paulinho da Aba)
- O Pacto (Fred Camacho/ João Martins)
- O Processo (Tom Rezende/ Fred Camacho/ Alexandre na Atividade/ Marina Kalil)
- O Que é o Amor (Fred Camacho/ Arlindo Cruz/ Maurição)
- O Que o Amor Me Faz (Fred Camacho/ Marcelinho Moreira/ Rogê)
- O Que o Amor Precisa (Cassiano Andrade/ Rick Oliveira/ Fred Camacho/ Thiago Thomé)
- O Rei Negro do Picadeiro (Marcelo Motta/ Fred Camacho/ Guinga do Salgueiro/ Getúlio Coelho/ Ricardo Neves/ Francisco Aquino)
- O Samba Já Esquentou (André Rocha/ Fred Camacho/ Dudu Nobre)
- O Tempo e o Vento (Gilson Bernini/ Fred Camacho/ Marcelinho Moreira)
- Olhos de Cetim (Fred Camacho/ Nando Cunha)
- Ou Não (Fred Camacho/ Cassiano Andrade)
- Paixão e Prazer (Fred Camacho/ Arlindo Cruz/ Marcelinho Moreira)
- Para de Paradinha (Fred Camacho/ Marcelinho Moreira/ Arlindo Cruz)
- Pede Pra Sair (Leandro Fab/ Fred Camacho/ Diogo Nogueira)
- Pela Casa Inteira (Almir Guinéto/ Adalto Magalha/ Fred Camacho)
- Pensamento Voa (Gustavo Lins/ Fred Camacho)
- Perdi (Fred Camacho/ Alceu Maia)
- Perfeita Sintonia (Fred Camacho/ Leandro Fab/ Marcelinho Moreira)
- Pessimista de Plantão (Marcos Diniz/ Fred Camacho/ Marcelinho Moreira)
- Pode Aplaudir (Fred Camacho/ Leandro Fab/ Pretinho da Serrinha/ Thais Macedo)
- Por Água Abaixo (Pretinho da Serrinha/ Fred Camacho/ Leandro Fab)
- Pra Clarear (Fred Camacho/ Cassiano Andrade/ Marcelinho Moreira)
- Pra Dor Me Esquecer (Fred Camacho/ João Martins)
- Pra Mart'nália (Jorge Agrião/ Fred Camacho)
- Pra Ninguém Mais Chorar (Almir Guinéto/ Fred Camacho/ Dudu Nobre)
- Presente de Deus ( Fred Camacho/ Alceu Maia)
- Pro Nosso Mundo Se Alegrar ( Fred Camacho/ Arlindo Cruz)
- Qualquer Motivo ( Fred Camacho/ Claudio Jorge)
- Quando Falo de Amor (Almir Guinéto/ Fred Camacho/ Arlindo Cruz)
- Quando o Mal Virar Mel ( Fred Camacho)
- Que Mundo é Esse (Almir Guinéto/ Fred Camacho/ Dudu Nobre)
- Quem Eu Sou? ( Fred Camacho/ Cassiano Andrade)
- Quer Saber, é o Amor ( Fred Camacho)
- Quero Sentir um Abraço ( Fred Camacho/ João Martins)
- Rara Beleza (Almir Guinéto/ Adalto Magalha/ Fred Camacho)
- Rasurando os Papéis ( Fred Camacho/ Leandro Fab/ Diogo Nogueira)
- Regina Casé (Xande de Pilares/ Leandro Fab/ Fred Camacho)
- Rosto Coladinho (Pretinho da Serrinha/ Leandro Fab/ Fred Camacho)
- Rumo ao Infinito ( Fred Camacho/ Marcelinho Moreira/ Arlindo Cruz)
- Sá Menina ( Fred Camacho/ Tom Rezende/ Alexandre na Atividade)
- Sal de Salgueiro (Nei Lopes/ Fred Camacho)
- Salto ( Fred Camacho/ Acyr Marques/ Dudu Marques)
- Samba de Paz ( Fred Camacho/ Gustavo Lins)
- Samba Guerreiro (André Rocha/ Fred Camacho/ Sereno)
- Samba Levado ( Fred Camacho/ Nando Cunha)
- Samba Sem Letra ( Fred Camacho/ Marcelinho Moreira/ Martinho da Vila)
- Samba Vadio (Jorge Agrião/ Fred Camacho)
- Se é Pra Fazer, Faz Direito ( Fred Camacho/ Cassiano Andrade/ Marcelinho Moreira)
- Sei Chorar (Rodrigo Carvalho/ Fred Camacho)
- Sem Deixar Pra Depois ( Fred Camacho/ Rodrigo Carvalho)
- Sempre Marcou ( Fred Camacho/ Rodrigo Carvalho/ Guilherminho)
- Severino (Almir Guinéto/ Fred Camacho/ Dudu Nobre)
- Sintoma de Amor (Xande de Pilares/ Fred Camacho/ Leandro Fab/ Pretinho da Serrinha)
- Sonho Perdido ( Fred Camacho/ Cassiano Andrade)
- Sou Mestre Trambique (Dedé da Vila/ Raoni/ Fred Camacho/ Marcelinho Moreira)
- Supremo e Divinal ( Fred Camacho/ Almir Guinéto e Arlindo Cruz)
- Tá de Cara Amarrada Porquê? (Ronaldo Barcellos/ Fred Camacho/ Leandro Fab)
- Tá Frio Lá Fora (Fred Camacho/ Adalto Magalha)
- Tá Tudo Azul no Amor (Jorge Agrião/ Fred Camacho)
- Te Vejo Passar (Almir Guinéto/ Márcio Vanderlei/ Fred Camacho)
- Tem Tambor (Rogê/ Fred Camacho/ Marcelinho Moreira)
- Tinha Cachaça no Meio (Almir Guinéto/ Fred Camacho/ Dudu Nobre)
- Tô Carente (Pretinho da Serrinha/ Leandro Fab/ Fred Camacho/ Marcelinho Moreira)
- Toca Aí (Almir Guinéto/ Fred Camacho/ Pretinho da Serrinha)
- Toca o Meu Tambor (Almir Guinéto/ Fred Camacho/ Pretinho Serrinha)
- Toda Vez Que eu Chego Lá (Fred Camacho/ Cassiano Andrade/ Marcelinho Moreira)
- Todo Tempo Pra Gente Se Amar (Fred Camacho/ Marcelinho Moreira/ Rogê)
- Tudo Pra Viver (Fred Camacho/ Marcelinho Moreira)
- Um Grande Amor Se Reconhece (Fred Camacho/ Gilson Bernini/ Marcelinho Moreira)
- Um Novo Clima (Arlindo Cruz/ Sombrinha/ Fred Camacho)
- Um Novo Dia (Fred Camacho/ Fabrício Fontes/ Leandro Fab)
- Vai Provar do Meu Veneno (Almir Guinéto/ Fred Camacho/ Dudu Nobre)
- Vara de Família (Nei Lopes/ Fred Camacho)
- Vê Se Me Quer (Fred Camacho/ Ronaldo Barcellos)
- Vem Pra Cá Sambar (André Rocha/ Fred Camacho/ Dudu Nobre)
- Vento Frio (Acyr Marques/ Fred Camacho/ Arlindo Cruz)
- Verão Pra Te Aquecer (Fred Camacho/ Pretinho da Serrinha/ Almir Guinéto)
- Volta ao Mundo (Fred Camacho/ Cassiano Andrade)
- Vou Dar Meu Jeito (Fred Camacho/ Leandro Fab/ Pretinho da Serrinha)
- Xangô (Demá Chagas/ Fred Camacho/ Marcelo Motta/ Guinga/ Renato Galante/ Getúlio Coelho/ Vanderlei Sena/ Leonardo Galo/ Ricardo Neves/ Francisco Aquino)